# Robert Huber

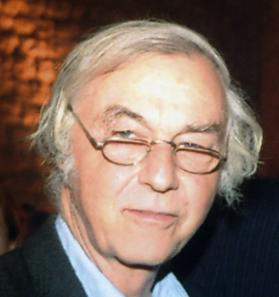
Robert Huber.

Robert Huber (* 20. Februar 1937 in München) ist ein deutscher Chemiker/Proteinkristallograph und Nobelpreisträger, der wesentliche methodische Beiträge zur Röntgenstrukturanalyse von Makromolekülen geleistet hat, der aber vor allem die atomare Raumstruktur einer Vielzahl von interessanten Enzymen und Strukturproteinen aufgeklärt und so ihre Funktionsweise verständlich gemacht hat. U.a. hat er mit der Strukturanalyse eines bakteriellen photosynthetischen Reaktionszentrums entscheidend zum besseren Verständnis der Photosynthese in Cyanobakterien und grünen Pflanzen beigetragen. 1988 erhielt er für diese Arbeiten zusammen mit Hartmut Michel und Johann Deisenhofer den Nobelpreis für Chemie.

## Biographie und Werk
Huber legte sein Abitur 1956 am Humanistischen Karlsgymnasium München-Pasing ab. Anschließend studierte er Chemie an der Technischen Universität München (damals TH) und wandte sich dann in seiner Diplom- und Doktorarbeit (1960/1963) bei Walter Hoppe am Max-Planck-Institut für Eiweiß- und Lederforschung der Kristallographie und der Strukturaufklärung organischer Moleküle zu. In der Folge löste er insbesondere die atomare Struktur des Insekten-Verpuppungshormons Ecdyson, wodurch sein Interesse für biologisch relevante Makromoleküle und die Entwicklung kristallographischer Verfahren geweckt wurde.
1967 machte Huber sich im Rahmen seiner Habilitation bei Hoppe an die Strukturaufklärung des Sauerstoff-bindenden Insektenproteins Erythrocruorin, womit er u. a. die Universalität der Globinfaltung bewies. 1971 wurde Huber zum Direktor der Abteilung für Strukturforschung am neu gegründeten Max-Planck-Institut für Biochemie in Martinsried bei München berufen, der er bis zu seiner Emeritierung 2005 vorstand. Seitdem leitet er dort die Emeritusgruppe „Strukturforschung“.
1968 begann Huber mit der Strukturermittlung des bovinen pankreatischen Trypsin-Inhibitors (BPTI), eines relativ kleinen, äußerst stabilen Proteins, dessen atomare Raumstruktur mit damals ungewöhnlich hoher Präzision bestimmt werden konnte. Nicht zuletzt wegen dieser sehr genauen Strukturdaten wurde dieses Molekül seither zu einem Modell-Protein für physikalisch-chemische Untersuchungen. Diese Arbeiten wurden begleitet von einer Vielzahl methodischer Entwicklungen, u. a. des ersten funktionierenden interaktiven Graphikprogrammsystems FRODO. Daneben reizte den Chemiker Huber aber auch die eigenhändige Herstellung teils exotischer Schwermetallverbindungen und -komplexe.
Mit der darauffolgenden Struktur-Bestimmung des stöchiometrischen BPTI-Komplexes mit dem Verdauungsenzym Trypsin zeigte Huber erstmals im Detail, wie Proteasen Peptidsubstrate erkennen und spalten. Zugleich bedeutete diese Struktur Hubers Einstieg in die große Welt der proteolytischen Enzyme/Proteasen. In der Folge wurde eine große Zahl atomarer Strukturen von Proteasen, ihrer Zymogene und ihrer Komplexe mit Protein-Inhibitoren bestimmt, die zu einem besseren strukturellen Verständnis ihrer Erkennungs-, Spaltungs-, Aktivierungs- und Inhibitions-Mechanismen beitrugen. Raumstrukturen vieler medizinisch interessanter Gerinnungs- und fibrinolytischer Proteasen sowie deren Komplexe mit Protein-Inhibitoren blutsaugender Organismen vervollständigten unser heutiges Bild von Thrombose und Haemostase. Dazu gehören auch die ersten Strukturanalysen von Serpinen, die wesentlich zur Aufklärung des loaded-spring-Mechanismus und der beta-Faltblatt-Expansion dieser großen, hauptsächlich gegen Serin-Proteasen gerichteten Proteine beitrugen.
1976 erwies sich die Elektronendichte des verfeinerten Trypsinogens in dem Bereich, welcher der Substratbindungs-Region im aktiven Trypsin entspricht, sogar bei extrem tiefen Temperaturen als unstrukturiert und flach. Dies wurde damals, auch gegen viele internationale Widerstände, als Unordnung in einer Subdomäne interpretiert, die sich erst während der Aktivierung strukturiert. Die Akzeptanz von Unordnung in Proteinstrukturen bedeutete damals einen Paradigmenwechsel in der Protein-Kristallographie. Die um 1976 in Martinsried durchgeführten Analysen des ersten vollständigen IgG-Antikörpers und einiger Antikörper-Fragmente waren frühe Beispiele für die Inter-Domänen-Beweglichkeit in Multi-Domänen-Proteinen. Mit der Citratsynthase fand sich damals ein erstes Beispiel für eine Liganden-induzierte Schließreaktion zweier kovalent verbundener Molekül-Domänen.
Neben der Flexibilität interessierte Huber aber auch die Rigidität in und von Proteinen. Die Bedeutung rigider Bindung von Chromophoren in Proteinen zeigte sich Anfang der 80er Jahre besonders anhand der Strukturen zweier Protein-Komplexe, die an den ersten Schritten der Photosynthese-Reaktion beteiligt sind, nämlich der Lichtsammler- und -leiter-Komplexe von Cyanobakterien sowie des photosynthetischen Reaktionszentrums eines Purpurbakteriums. In ersteren sind scheibenförmige Hetero-Trimere, bestehend aus globinartigen Phycobiliprotein-Untereinheiten, gestapelt, in die offenkettige Tetrapyrrol-Biline fest eingelagert sind, über die das Lichtquant absorbiert und die Lichtenergie durch induktive Kopplung an das Reaktionszentrum weitergeleitet wird.
Die Kristallisation des Reaktionszentrums von Rdopseudomonas viridis und seine Strukturaufklärung von 1982 bis 1985 in Martinsried durch Hartmut Michel, Johann Deisenhofer und Robert Huber kam dann einer Sensation gleich, handelte es sich doch um das erste, durch Röntgenstrukturanalyse bestimmte integrale Membranprotein, aber zugleich auch um eines der für das Leben auf unserem Planeten zentralen Proteine. Die Struktur zeigte den Aufbau aus vier Protein-Komponenten, in die eine Vielzahl von Chromophoren eingelagert sind, über die ein Licht-angeregtes Elektron durch die Membran zu dem löslichen Akzeptor getrieben wird, d. h. wie Licht- in chemische / elektrische Energie umgewandelt wird. Wegen der Ähnlichkeit zum Photosystem II in grünen Pflanzen waren viele dieser Ergebnisse auch auf die photosynthetischen Strukturen und Prozesse in grünen Pflanzen übertragbar. Für diese bahnbrechenden Forschungen und Ergebnisse erhielten Huber und seine beiden Kollegen 1988 den Nobelpreis für Chemie.
Dem Phänomen der Elektronenleitung in Proteine ging Huber weiterhin nach durch Arbeiten über Redoxproteine wie z. B. die blauen Multi-Kupfer-Oxidasen. Strukturanalysen weiterer Oxidasen und vieler anderer Enzyme, z. T. mit Molybdän-, Wolfram-, Vanadium-Clustern, beflügelten Hubers Interesse an der Aufklärung von Reaktionsmechanismen. Auch Proteasen blieben weiter in Hubers Fokus. So wandte er sich der Strukturaufklärung des wesentlich am intrazellulären Proteinabbau beteiligten Proteasoms, der Tricorn-Protease und des Hitzeschock-Proteins DegP/HtrA sowie bakterieller, ATP-abhängiger Proteasen wie der HslUV-Protease zu. Mit der Strukturermittlung des riesigen archaebakteriellen Proteasoms, mit 14 identischen alpha- und 14 identischen beta-Untereinheiten, wurden die Grundlagen gelegt für die Aufklärung der wichtigen 20S-Kernstruktur des eukaryotischen Hefe-Proteasoms, bestehend aus einem doppelten Satz von sieben unterschiedlichen alpha- und sieben unterschiedlichen (nur zum Teil aktiven) beta-Untereinheiten, deren unterschiedliche Spezifitäten so erstmals eine strukturelle Basis erhielten. Komplexe des Hefe-Proteasoms mit synthetischen Inhibitoren dienten der Aufklärung der Spaltspezifität und der Suche nach neuen selektiven Wirkstoffen.
Diese Reihe von Strukturen und aufregenden Ergebnissen ließe sich beliebig fortsetzen, wie z. B. mit Arbeiten zur Struktur und Funktion mehrerer Strukturproteine. Entsprechend lang ist die Liste seiner ca. 1220 Publikationen (Stand 2020) und die riesige Zahl der Ehrungen und Mitgliedschaften, von denen unten nur eine kleine Auswahl aufgelistet ist.
Von 1976 bis 2005 war R. Huber außerplanmäßiger Professor an der TU München, die ihn 2013 zum Emeritus of Excellence berief. Daneben besetzt er mehrere Gastprofessuren an den Universitäten von Cardiff, Duisburg-Essen und Barcelona und ist Honorarprofessor an vielen (vor allem südostasiatischen) Universitäten. Er war Mitgründer der Biotech-Unternehmen Proteros (1997) und SuppreMol (2005), in beiden Unternehmen nimmt er beratende Funktionen ein. Er ist in zweiter Ehe verheiratet und hat vier Kinder.

## Auszeichnungen und Mitgliedschaften (Auswahl)
- 1977: Otto-Warburg-Medaille der Gesellschaft für Biologischen Chemie
- 1982 Emil von Behring-Medaille, Universität Marburg
- 1987: Keilin Medal, Biochemical Society, London
- 1987 Richard Kuhn-Medaille, Gesellschaft Deutscher Chemiker
- 1988: Ordentliches Mitglied der Bayerischen Akademie der Wissenschaften
- 1988: Nobelpreis für Chemie zusammen mit Johann Deisenhofer und Hartmut Michel „für die Erforschung der dreidimensionalen Struktur des Reaktionszentrums der Photosynthese bei einem Purpurbakterium“.[27]
- 1990: Mitglied der Deutschen Akademie der Naturforscher Leopoldina
- 1990: Ordentliches Mitglied der Academia Europaea[28]
- 1992 Sir Hans Krebs Medal, Federation of European Biochemical Societies, Dublin
- 1993 Bayerischer Maximiliansorden für Wissenschaft und Kunst
- 1995: Mitglied der National Academy of Sciences
- 1997 Großes Verdienstkreuz mit Stern und Schulterband der Bundesrepublik Deutschland

## Publikationen (Auswahl)
- R. Huber, O. Epp, H. Formanek: The 2.8 Å resolution Fourier synthesis of the insect hemoglobin erythrocruorin. In: Acta Cryst. A25, 1969, S. 15–28.
- R. Huber, D. Kukla, A. Rühlmann, O. Epp, H. Formanek: The basic trypsin inhibitor of bovine pancreas. I. Structure analysis and conformation of the polypeptide chain. In: Naturwiss. Band 57, 1970, S. 389.
- R. Huber, D. Kukla, W. Bode, P. Schwager, K. Bartels, J. Deisenhofer, W. Steigemann: Structure of the complex formed by bovine trypsin and bovine pancreatic trypsin inhibitor. II. Crystallographic refinement at 1.9 Å resolution. In: J. Mol. Biol. Band 89, 1974, S. 73–101.
- R. Huber, J. Deisenhofer, P. M. Colman, M. Matsushima, W. Palm: Crystallographic structure studies of an IgG molecule and an Fc fragment. In: Nature. Band 264, 1976, S. 415–420.
- R. Huber, W. Bode: Structural basis of the activation and action of trypsin. In: Acc. Chemi. Res. Band 11, 1978, S. 114–122.
- H. Löbermann, R. Tokuoka, J. Deisenhofer, R. Huber: Human a1-proteinase inhibitor. Crystal structure analysis of two crystal modifications, molecular model and preliminary analysis of the implications for function. In: J. Mol. Biol. Band 177, 1984, S. 531–556.
- T. Schirmer, W. Bode, R. Huber, W. Sidler, H. Zuber: X-ray crystallographic structure of the light-harvesting biliprotein C-phycocyanin from thermophilic cyanobacterium Mastigocladus laminosus and its resemblance to globin structures. In: J. Mol. Biol. Band 184, 1985, S. 257–277.
- J. Deisenhofer, O. Epp, K. Miki, R. Huber, H. Michel: Structure of the protein subunits in the photosynthetic reaction centre of Rhodopseudomonas viridis at 3 Å resolution. In: Nature. Band 318, 1985, S. 618–624.
- R. Huber: Flexibility and rigidity of proteins and protein-pigment complexes. In: Angew. Chem. Int. E. Engl. Band 27, 1988, S. 79–88.
- R. Ladenstein, M. Schneider, R. Huber, H. D. Bartunik, K. Wilson, K. Schott, A. Bacher: Heavy riboflavin synthase from Bacillus subtilis. Crystal structure analysis of the Icosahedral b60 capsid at 3.3 Å resolution. In: J. Mol. Biol. Band 203, 1988, S. 1045–1070.
- R. Huber: A structural basis of light energy and electron transfer in biology. (Nobel Lecture). In: EMBO J. Band 8, 1989, S. 2125–2147.
- W. Bode, I. Mayr, U. Baumann, R. Huber, S. R. Stone, J. Hofsteenge: The refined 1.9 Å crystal structure of human a-thrombin: interaction with D-Ph-Pro-Arg chloromethylketone and significance of the Tyr-Pro-Pro-Trp insertion segment. In: EMBO J. Band 8, 1989, S. 3467–3475.
- A. Messerschmidt, R. Huber: The blue oxidases, ascorbate oxidase, laccase and ceruloplasmin. Modelling and structural relationships. In: Eur. J. Biochem. Band 187, 1990, S. 341–352.
- T. Rydel, K. G. Ravichandran, A. Tulinsky, W. Bode, R. Huber, J. W. Fenton, C. Roitsch: The structure of a complex of recombinant hirudin and human a-thrombin. In: Science. Band 249, 1990, S. 277–280.
- W. Bode, R. Huber: Proteinase-protein inhibitor interactions. In: Fibrinolysis. Band 8, 1994, S. 161–171.
- J. Löwe, D. Stock, B. Jap, P. Zwickl, W. Baumeister, R. Huber: Crystal structure of the 20S proteasome from the archaeon T. acidophilum at 3.4 Å resolution. In: Science. Band 268, 1995, S. 533–539.
- F. X. Gomis-Rüth, M. Gómez, W. Bode, R. Huber, F. X. Avilés: The three-dimensional structure of the native ternary complex of bovine pancreatic procarboxypeptidase A with proproteinase E and chymotrypsinogen C. In: EMBO J. Band 14, 1995, S. 4387–4394.
- M. Groll, L. Ditzel, J. Löwe, D. Stock, M. Bochtler, H. D. Bartunik, R. Huber: Structure of 20S proteasome from yeast at 2.4 Å resolution. In: Nature. Band 386, 1997, S. 463–471.
- M. Bochtler, L. Ditzel, M. Groll, R. Huber: Crystal structure of heat shock locus V (HslV) from Escherichia coli. In: Proc. Natl. Acad. Sci. USA. Band 94, 1997, S. 6070–6074.
- L. Ditzel, J. Löwe, D. Stock, K. O. Stetter, H. Huber, R. Huber, S. Steinbacher: Crystal structure of the thermosome, the archaeal chaperonin and homolog of CCT. In: Cell. Band 93, 1998, S. 125–138.
- O. Einsle, A. Messerschmidt, P. Stach, G. Bourenkov, H. Bartunik, R. Huber, P. Kroneck: Structure of cytochrome c nitrite reductase. In: Nature. Band 400, 1999, S. 476–480.
- P. Sondermann, R. Huber, V. Oosthuizen, U. Jacob: The 3.2-Å crystal structure of the human IgG1 Fc fragment-FcgRIII complex. In: Nature. Band 406, 2000, S. 267–273.
- H. Brandstetter, J. S. Kim, M. Groll, R. Huber: Crystal structure of the tricorn protease reveals a protein disassembly line. In: Nature. Band 414, 2001, S. 466–470.
- T. Krojer, M. Garrido-Franco, R. Huber, M. Ehrmann, T. Clausen: Crystal structure of DegP (HtrA) reveals a new protease-chaperone machine. In: Nature. Band 416, 2002, S. 455–459.